# Stanislaus (rivier)

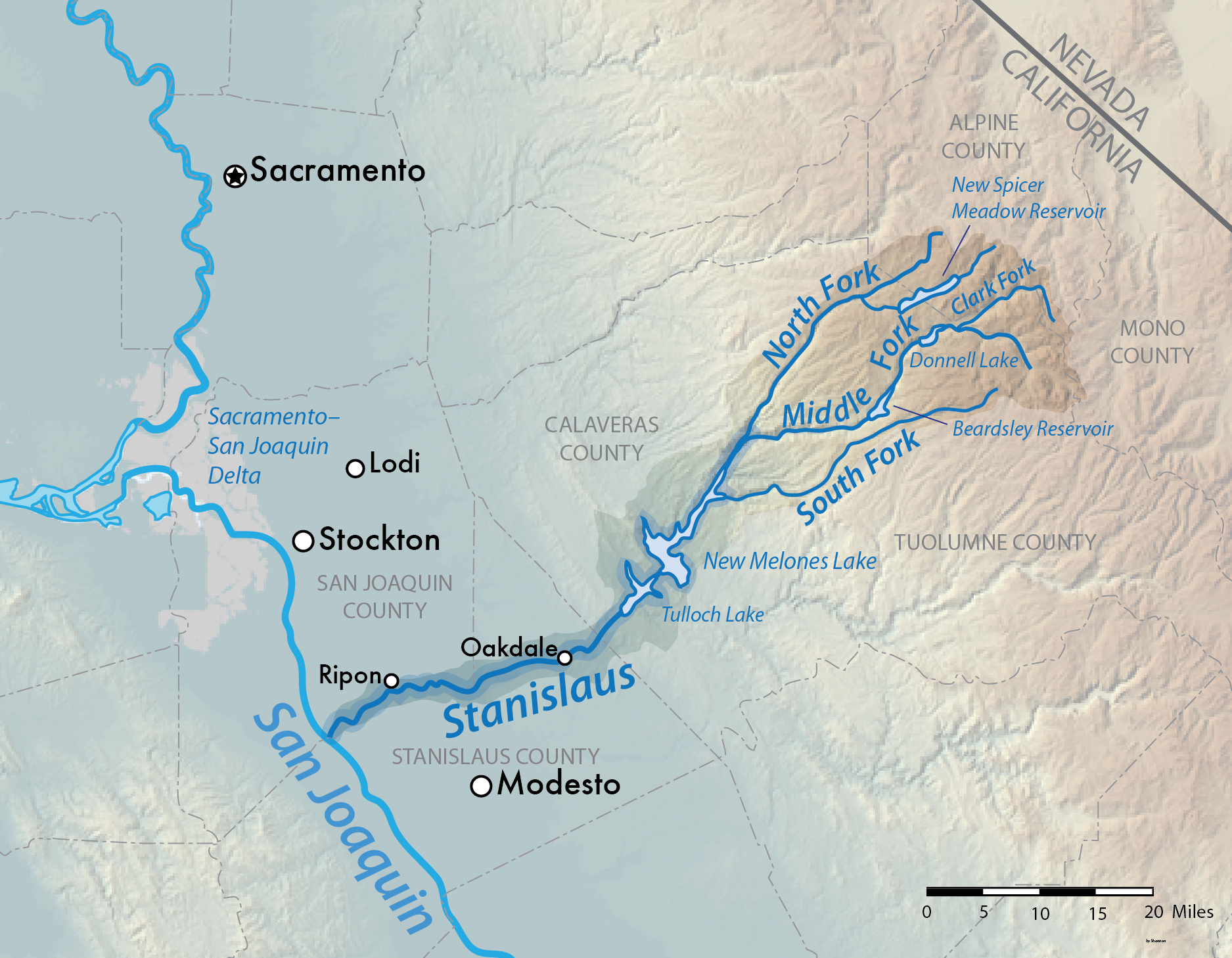
Stroomgebied van de Stanislaus

De Stanislaus is een rivier in de Amerikaanse staat Californië. De rivier ontspringt in de Sierra Nevada en wordt gevoed door drie zijrivieren: de North, Middle en South Fork. De hoofdstroom begint bij de samenvloeiing van de North en Middle Fork waarna de rivier zo'n 150 km in zuidwestelijke richting stroomt naar de San Joaquin Valley en uitmondt in de gelijknamige rivier.
De Stanislaus heeft een langgerekt stroomgebied met een oppervlakte van ongeveer 3030 km² dat delen van Alpine, Calaveras, Tuolomne, San Joaquin en Stanislaus County beslaat. Ten noorden ervan liggen de stroomgebieden van de Calaveras en Mokelumne, ten zuiden dat van de Tuolumne.
In de Stanislaus zijn meerdere dammen gebouwd, die stuwmeren vormen, zoals de New Melones Dam en New Melones Lake en Tulloch Dam en Lake Tulloch.